# Лейкгерст (Нью-Джерсі)
Лейкгерст (англ. Lakehurst) — місто (англ. borough) в США, в окрузі Оушен штату Нью-Джерсі. Населення — 2636 осіб (2020).

## Географія
Лейкгерст розташований за координатами 40°0′47″ пн. ш. 74°19′13″ зх. д. / 40.01306° пн. ш. 74.32028° зх. д. (40.013119, -74.320356).  За даними Бюро перепису населення США в 2010 році місто мало площу 2,61 км², з яких 2,37 км² — суходіл та 0,24 км² — водойми.

## Демографія
Згідно з переписом 2010 року, у селищі мешкали 2654 особи в 881 домогосподарстві у складі 662 родин. Було 943 помешкання
Расовий склад населення:
| - 77,2 % — білих - 10,8 % — чорних або афроамериканців - 2,1 % — азіатів - 0,6 % — корінних американців - 0,2 % — вихідців з тихоокеанських островів - 3,7 % — осіб інших рас |

До двох чи більше рас належало 5,3 %. Частка іспаномовних становила 13,1 % від усіх жителів.
За віковим діапазоном населення розподілялося таким чином: 28,4 % — особи молодші 18 років, 64,6 % — особи у віці 18—64 років, 7,0 % — особи у віці 65 років та старші. Медіана віку мешканця становила 31,9 року. На 100 осіб жіночої статі у селищі припадало 105,4 чоловіків;  на 100 жінок у віці від 18 років та старших — 97,8 чоловіків також старших 18 років.
Середній дохід на одне домашнє господарство  становив 76 667 доларів США (медіана — 66 078), а середній дохід на одну сім'ю — 80 645 доларів (медіана — 66 494). Медіана доходів становила 51 008 доларів для чоловіків та 37 917 доларів для жінок. За межею бідності перебувало 11,7 % осіб, у тому числі 14,9 % дітей у віці до 18 років та 15,3 % осіб у віці 65 років та старших.
Цивільне працевлаштоване населення становило 1148 осіб. Основні галузі зайнятості: освіта, охорона здоров'я та соціальна допомога — 25,2 %, роздрібна торгівля — 12,3 %, науковці, спеціалісти, менеджери — 11,9 %.